# شريحة لحم حقيبة السجاد
شريحة لحم حقيبة السجاد أو شريحة لحم السجاد هي طبق تقليدي للطبقة العاملة من مدينة مامبلز، وهي قرية تاريخية لصيد المحار في سوانزي، جنوب ويلز، المملكة المتحدة. على مر السنين ، أصبح طبقًا فاخرًا في الخمسينيات والستينيات من القرن الماضي في أستراليا ونيوزيلندا  ويتكون الطبق من قطع ستيك من الخاصرة العلوية للبقر، مثل فيليه سكوتش أو فيليه عين (شريحة لحم بدون عظم).
يتم عمل تجويف في اللحم عبر عمل فتحة صغيرة ثم يتم توسيعها داخلياً، حيث يتم حشو المحار وإغلاق الفتحة بعود الأسنان أو الخيوط. بحيث أثناء شواء الطبق، تتخلل نكهة المحار الطازج شريحة اللحم وتختلط مع عصير اللحم الطري.

## عن الطبق
يعتبر مزيج اللحم البقري والمحار طبقًا تقليديًا ويشكل جزءًا من النظام الغذائي اليومي لصيادي المحار في سوانسي خلال فترة منتصف القرن التاسع عشر.
حيث يعتبر أقدم مصدر للمعلومة في الولايات المتحدة هي إحدى الصحف في عام 1891 ، والتي قد تشير إلى وجود صلة بالCarpetbagger أو الشراهة. بينما كان أقدم مرجع أسترالي محدد هو وصفة مطبوعة بين عامي 1899 و1907. بينما تضمنت وصفة أخرى من عام 1909 فلفل الفليفلة حريفة كمكون ، مما قد يشير إلى أصل أمريكي. عادةً ما تستخدم الوصفة الأسترالية الحديثة صلصلة ورشستر، كما هو الحال مع النسخة المحلية من محار كيلباتريك. يتم تقديمه في بعض الأحيان واقفًا مثل جبل مصغر.
قد يتم لف قطعة من لحم الخنزير المقدد (الباكون حوله وتحيط بها نصفين من البطاطس الصغيرة المقشرة والبنية. وبأسلوب تقديم آخر، يتم تتبيل الستيك في صلصة الزعتر والفلفل والطرخون والليمون والسكر والتمر الهندي ويقدم مع كأس من نبيذ الحلوى.